# Licofrão (sofista)
Licofrão ou Licofron foi um sofista da Grécia Antiga. É conhecido pela sua afirmação (reproduzida por Aristóteles, em Política): "a lei é pura convenção e garantia dos direitos mútuos". Isto significa que trata a lei apenas como um meio, no contexto de uma primitiva teoria de contrato social.

## Literatura
- Richard G. Mulgan, 'Lycophron and Greek Theories of Social Contract'. Journal of the History of Ideas 40 (1), 1979: 121 – 128.